# Rolf-Dieter Postlep
Rolf-Dieter Postlep (* 17. März 1946 in Wolfsburg) ist ein deutscher Ökonom, der von 2015 bis 2018 ehrenamtlicher Präsident der Akademie für Raumforschung und Landesplanung (ARL) in Hannover war. Von 2018 bis 2022 war Postlep Präsident des Deutschen Studentenwerks, zuvor war er von 2000 bis 2015 Präsident der Universität Kassel.

## Ausbildung
Sein Abitur machte Rolf-Dieter Postlep 1965 am Ratsgymnasium in Wolfsburg. Daraufhin absolvierte er eine Lehre zum Bankkaufmann bei der Frankfurter Bank im hessischen Frankfurt am Main. 1969 nahm er ein Studium der Volkswirtschaftslehre an der Philipps-Universität Marburg auf, das er 1973 mit dem Diplom-Volkswirt abschloss.

## Wissenschaft
Nach Beendigung seines Studiums nahm er an der Philipps-Universität in Marburg 1974 eine Tätigkeit als wissenschaftlicher Mitarbeiter im Fachbereich Wirtschaftswissenschaften, dort in der Abteilung für Finanzwirtschaft, auf. 1978 promovierte er in Marburg zum Dr. rer. pol. Bis 1984 war er als wissenschaftlicher Mitarbeiter tätig. Ab 1985 war er als Akademischer Rat tätig. 1990 habilitierte er in Volkswirtschaftslehre, ebenfalls in Marburg. In den Jahren 1992 und 1993 hatte er eine Gastprofessur im Fach Wirtschaftspolitik an der Universität Kassel inne. Von 1994 bis 1999 war er Abteilungsleiter beim DIW in Berlin. Während dieser Zeit war er auch an der Universität Potsdam als Lehrbeauftragter tätig. Ab 1996 war er an der Universität Kassel als Professor und Leiter des Fachgebiets Allgemeine Wirtschaftspolitik tätig.
Seit September 2000 war Postlep als Nachfolger von Hans Brinckmann Präsident der Universität Kassel. Er setzte sich gegen zwei Mitbewerber durch. Im Februar 2006 wurde er für eine zweite, ebenfalls sechs Jahre dauernde Amtszeit bestätigt. Am 1. Februar 2012 wurde Postlep wiederum für sechs Jahre im Amt bestätigt, schied aber Ende September 2015 aus Altersgründen vorzeitig aus dem Amt. 
Im Februar 2014 veröffentlichte der Deutsche Hochschulverband ein Ranking, in dem Postlep zum sechstbesten Präsidenten einer deutschen Universität gewählt wurde. Postlep übernahm zudem seit dem 1. Oktober 2012 für zwei Jahre turnusgemäß das Amt des Sprechers der Konferenz hessischer Universitätspräsidien. In dieser Eigenschaft setzte er sich insbesondere für eine auskömmliche Grundfinanzierung der hessischen Universitäten ein.
Vom 1. Januar 2018 bis zum 31. Dezember 2022 war Postlep Präsident des Deutschen Studentenwerks.

## Mitgliedschaften
Postlep war unter anderem Mitglied im Rundfunkrat des Hessischen Rundfunks, im Beirat der Kasseler Sparkasse und Vorsitzender des Kuratoriums der Evangelischen Fachhochschule Darmstadt. 
Von 2015 bis 2018 war er dreieinhalb Jahre Präsident der Akademie für Raumforschung und Landesplanung (ARL), zuvor und danach jeweils zwei Jahre eine der Vizepräsidenten dieser Einrichtung, die ihren Namen Ende 2019 in „Akademie für Raumentwicklung in der Leibniz-Gemeinschaft“ (ARL) abänderte.
Seit 2015 ist Postlep zudem Vorstandsmitglied des House of Energy e. V. in Kassel.